# Polgármester-választások Nyimben
1990 és 2019 között nyolc polgármester-választást tartottak Nyimben.
A nyolc választás során három polgármester nyerte el a választók többségének bizalmát. 2014 óta Pistár Péter a község első embere.
Jellemzően több jelölt is indult a választásokon és többnyire a hivatalban lévő vezető is megmérettette magát. A választói kedv 45% és 65% körül mozgott.

## Háttér
A háromszáz lelkes község Somogy vármegye északkeleti csücskében található. A XX. század első felében a Tabi járáshoz tartozott, 2013 óta a Siófoki járás része.
1979-től Sommal, Nagyberénnyel és Ságvárral alkotott közös tanácsot, melynek székhelye Ságváron volt. A közös tanács elnöke 1984-től Szigeti József volt.
1990-től újra önállóan igazgathatja magát a település.

### Alapadatok
| Év   | Jelöltek | Részvétel |
| ---- | -------- | --------- |
| 1994 | 2        | 55%       |
| 1998 | 2        | 67%       |
| 2002 | 1        | 50%       |
| 2006 | 2        | 66%       |
| 2010 | 3        | 66%       |
| 2014 | 2        | 61%       |
| 2019 | 1        | 46%       |

A település lakóinak a száma 300 és 330 körül mozgott a rendszerváltás utáni negyedszázadban. A község lélekszámából fakadóan a képviselő-testület létszáma előbb 5 fős volt, majd a 2010-es önkormányzati reformot követően 4 fős lett.
Jellemzően több jelölt is indult a polgármester-választásokon és többnyire a hivatalban lévő vezető is megmérettette magát.
Az önkormányzati választásokon a választópolgárok háromötöde szokott szavazni. A választói kedv 2019-ben volt a legalacsonyabb (46%), a legmagasabb pedig 1998-ban (67%). (Az 1990-es választásokról nem állnak rendelkezésre részletes adatok.)
Időközi polgármester-választásra nem került sor.
| Alapadatok (1990-2019) | Alapadatok (1990-2019) | Alapadatok (1990-2019) | Alapadatok (1990-2019) | Alapadatok (1990-2019) | Alapadatok (1990-2019) | Alapadatok (1990-2019) | Alapadatok (1990-2019) |
| Év                     | Nap                    | Lakók                  | Lakók                  | Választó- jogosult     | Szavazó                | Részvétel              |                        |
| Év                     | Nap                    | száma                  | +/–                    | Választó- jogosult     | Szavazó                | Részvétel              |                        |
| ---------------------- | ---------------------- | ---------------------- | ---------------------- | ---------------------- | ---------------------- | ---------------------- | ---------------------- |
| 1990                   | szept.30.              | 319                    | (nincs adat)           | (nincs adat)           | (nincs adat)           | (nincs adat)           |                        |
| 1994                   | dec.11.                | 313                    | –6                     | 237                    | 131                    | 55,3%                  |                        |
| 1998                   | okt.18.                | 311                    | –2                     | 241                    | 162                    | 67,2%                  |                        |
| 2002                   | okt.20.                | 334                    | +23                    | 266                    | 132                    | 49,6%                  |                        |
| 2006                   | okt.1.                 | 323                    | –11                    | 254                    | 168                    | 66,1%                  |                        |
| 2010                   | okt.3.                 | 318                    | –5                     | 258                    | 169                    | 65,5%                  |                        |
| 2014                   | okt.12.                | 297                    | –21                    | 257                    | 157                    | 61,1%                  |                        |
| 2019                   | okt.13.                | 326                    | +29                    | 277                    | 128                    | 46,2%                  |                        |

## Választások
| \| 1990 \| |                                         |          |                 |
| Jelölt     | Jelölt                                  | Szavazat | Szavazat        |
|            | Kajdi Tibor –                           | n.a.     | n.a.            |
|            | {{{jelölt2}}} –                         |          | {{{százalék2}}} |
|            | {{{jelölt3}}} –                         |          | {{{százalék3}}} |
|            | {{{jelölt4}}} –                         |          | {{{százalék4}}} |
|            | {{{jelölt5}}} –                         |          | {{{százalék5}}} |
|            | {{{jelölt6}}} –                         |          | {{{százalék6}}} |
|            | {{{jelölt7}}} –                         |          | {{{százalék7}}} |
|            | {{{jelölt8}}} –                         |          | {{{százalék8}}} |
|            | {{{jelölt9}}} –                         |          | {{{százalék9}}} |
|            | további jelöltekről nincs elérhető adat |          |                 |
|            |                                         |          |                 |
| 1990       |                                         |          |                 |

| \| 1994 \| \| Részvétel: 55% \| |                 |                |                 |
| Jelölt                          | Jelölt          | Szavazat       | Szavazat        |
|                                 | Kajdi Tibor –   | 100            | 78,1%           |
|                                 | Czunf Tibor –   | 28             | 21,9%           |
|                                 | {{{jelölt3}}} – |                | {{{százalék3}}} |
|                                 | {{{jelölt4}}} – |                | {{{százalék4}}} |
|                                 | {{{jelölt5}}} – |                | {{{százalék5}}} |
|                                 | {{{jelölt6}}} – |                | {{{százalék6}}} |
|                                 | {{{jelölt7}}} – |                | {{{százalék7}}} |
|                                 | {{{jelölt8}}} – |                | {{{százalék8}}} |
|                                 | {{{jelölt9}}} – |                | {{{százalék9}}} |
|                                 |                 |                |                 |
|                                 |                 |                |                 |
| 1994                            |                 | Részvétel: 55% |                 |

| \| 1998 \| \| Részvétel: 67% \| |                     |                |                 |
| Jelölt                          | Jelölt              | Szavazat       | Szavazat        |
|                                 | Kajdi Tibor –       | 126            | 77,8%           |
|                                 | Marity Jenő Árpád – | 36             | 22,2%           |
|                                 | {{{jelölt3}}} –     |                | {{{százalék3}}} |
|                                 | {{{jelölt4}}} –     |                | {{{százalék4}}} |
|                                 | {{{jelölt5}}} –     |                | {{{százalék5}}} |
|                                 | {{{jelölt6}}} –     |                | {{{százalék6}}} |
|                                 | {{{jelölt7}}} –     |                | {{{százalék7}}} |
|                                 | {{{jelölt8}}} –     |                | {{{százalék8}}} |
|                                 | {{{jelölt9}}} –     |                | {{{százalék9}}} |
|                                 |                     |                |                 |
|                                 |                     |                |                 |
| 1998                            |                     | Részvétel: 67% |                 |

| \| 2002 \| \| Részvétel: 50% \| |                 |                |                 |
| Jelölt                          | Jelölt          | Szavazat       | Szavazat        |
|                                 | Kajdi Tibor –   | 121            | 100%            |
|                                 | {{{jelölt2}}} – |                | {{{százalék2}}} |
|                                 | {{{jelölt3}}} – |                | {{{százalék3}}} |
|                                 | {{{jelölt4}}} – |                | {{{százalék4}}} |
|                                 | {{{jelölt5}}} – |                | {{{százalék5}}} |
|                                 | {{{jelölt6}}} – |                | {{{százalék6}}} |
|                                 | {{{jelölt7}}} – |                | {{{százalék7}}} |
|                                 | {{{jelölt8}}} – |                | {{{százalék8}}} |
|                                 | {{{jelölt9}}} – |                | {{{százalék9}}} |
|                                 |                 |                |                 |
|                                 |                 |                |                 |
| 2002                            |                 | Részvétel: 50% |                 |

| \| 2006 \| \| Részvétel: 66% \| |                         |                |                 |
| Jelölt                          | Jelölt                  | Szavazat       | Szavazat        |
|                                 | Kajdi Tibor –           | 84             | 50,6%           |
|                                 | Horváth Attila Sándor – | 82             | 49,4%           |
|                                 | {{{jelölt3}}} –         |                | {{{százalék3}}} |
|                                 | {{{jelölt4}}} –         |                | {{{százalék4}}} |
|                                 | {{{jelölt5}}} –         |                | {{{százalék5}}} |
|                                 | {{{jelölt6}}} –         |                | {{{százalék6}}} |
|                                 | {{{jelölt7}}} –         |                | {{{százalék7}}} |
|                                 | {{{jelölt8}}} –         |                | {{{százalék8}}} |
|                                 | {{{jelölt9}}} –         |                | {{{százalék9}}} |
|                                 |                         |                |                 |
|                                 |                         |                |                 |
| 2006                            |                         | Részvétel: 66% |                 |

| \| 2010 \| \| Részvétel: 66% \| |                  |                |                 |
| Jelölt                          | Jelölt           | Szavazat       | Szavazat        |
|                                 | Nikovics Tibor – | 58             | 34,5%           |
|                                 | Pető László –    | 56             | 33,3%           |
|                                 | Pistár Péter –   | 54             | 32,1%           |
|                                 | {{{jelölt4}}} –  |                | {{{százalék4}}} |
|                                 | {{{jelölt5}}} –  |                | {{{százalék5}}} |
|                                 | {{{jelölt6}}} –  |                | {{{százalék6}}} |
|                                 | {{{jelölt7}}} –  |                | {{{százalék7}}} |
|                                 | {{{jelölt8}}} –  |                | {{{százalék8}}} |
|                                 | {{{jelölt9}}} –  |                | {{{százalék9}}} |
|                                 |                  |                |                 |
|                                 |                  |                |                 |
| 2010                            |                  | Részvétel: 66% |                 |

| \| 2014 \| \| Részvétel: 61% \| |                 |                |                 |
| Jelölt                          | Jelölt          | Szavazat       | Szavazat        |
|                                 | Pistár Péter –  | 98             | 63,2%           |
|                                 | Pető László –   | 57             | 36,8%           |
|                                 | {{{jelölt3}}} – |                | {{{százalék3}}} |
|                                 | {{{jelölt4}}} – |                | {{{százalék4}}} |
|                                 | {{{jelölt5}}} – |                | {{{százalék5}}} |
|                                 | {{{jelölt6}}} – |                | {{{százalék6}}} |
|                                 | {{{jelölt7}}} – |                | {{{százalék7}}} |
|                                 | {{{jelölt8}}} – |                | {{{százalék8}}} |
|                                 | {{{jelölt9}}} – |                | {{{százalék9}}} |
|                                 |                 |                |                 |
|                                 |                 |                |                 |
| 2014                            |                 | Részvétel: 61% |                 |

| \| 2019 \| \| Részvétel: 46% \| |                 |                |                 |
| Jelölt                          | Jelölt          | Szavazat       | Szavazat        |
|                                 | Pistár Péter –  | 123            | 100%            |
|                                 | {{{jelölt2}}} – |                | {{{százalék2}}} |
|                                 | {{{jelölt3}}} – |                | {{{százalék3}}} |
|                                 | {{{jelölt4}}} – |                | {{{százalék4}}} |
|                                 | {{{jelölt5}}} – |                | {{{százalék5}}} |
|                                 | {{{jelölt6}}} – |                | {{{százalék6}}} |
|                                 | {{{jelölt7}}} – |                | {{{százalék7}}} |
|                                 | {{{jelölt8}}} – |                | {{{százalék8}}} |
|                                 | {{{jelölt9}}} – |                | {{{százalék9}}} |
|                                 |                 |                |                 |
|                                 |                 |                |                 |
| 2019                            |                 | Részvétel: 46% |                 |

| Áttekintő táblázat | Áttekintő táblázat         | Áttekintő táblázat         | Áttekintő táblázat         | Áttekintő táblázat | Áttekintő táblázat | Áttekintő táblázat | Áttekintő táblázat |
| Év                 | Megválasztott polgármester | Megválasztott polgármester | Megválasztott polgármester | Szavazat           | Szavazat           | Előny a 2. előtt   | Előny a 2. előtt   |
| Év                 | név                        | szervezet                  | szervezet                  | db                 | érv.%              | db                 | %                  |
| ------------------ | -------------------------- | -------------------------- | -------------------------- | ------------------ | ------------------ | ------------------ | ------------------ |
| 1990               | Kajdi Tibor                |                            | –                          | (nincs adat)       | (nincs adat)       | (nincs adat)       | (nincs adat)       |
| 1994               | Kajdi Tibor                |                            | –                          | 100                | 78,1%              | +72                | +56%               |
| 1998               | Kajdi Tibor                |                            | –                          | 126                | 77,8%              | +90                | +56%               |
| 2002               | Kajdi Tibor                |                            | –                          | 121                | 100,0%             | –                  | –                  |
| 2006               | Kajdi Tibor                |                            | –                          | 84                 | 50,6%              | +2                 | +1%                |
| 2010               | Nikovics Tibor             |                            | –                          | 58                 | 34,5%              | +2                 | +1%                |
| 2014               | Pistár Péter               |                            | –                          | 98                 | 63,2%              | +41                | +26%               |
| 2019               | Pistár Péter               |                            | –                          | 123                | 100,0%             | –                  | –                  |

| Kiegészítő adatok | Kiegészítő adatok | Kiegészítő adatok | Kiegészítő adatok | Kiegészítő adatok | Kiegészítő adatok    | Kiegészítő adatok    |
| Év                | jelöltek száma    | HL?               | Rész- vétel       | Érvényes szavazat | Érvénytelen szavazat | Érvénytelen szavazat |
| ----------------- | ----------------- | ----------------- | ----------------- | ----------------- | -------------------- | -------------------- |
| 1990              | n.a.              | –                 | (nincs adat)      | (nincs adat)      | (nincs adat)         | (nincs adat)         |
| 1994              | 2                 | ✓                 | 55%               | 128               | 3                    | 2,3%                 |
| 1998              | 2                 | ✓                 | 67%               | 162               | 0                    | 0,0%                 |
| 2002              | 1                 | ✓                 | 50%               | 121               | 11                   | 8,3%                 |
| 2006              | 2                 | ✓                 | 66%               | 166               | 2                    | 1,2%                 |
| 2010              | 3                 | ✗                 | 66%               | 168               | 1                    | 0,6%                 |
| 2014              | 2                 | ✓                 | 61%               | 155               | 2                    | 1,3%                 |
| 2019              | 1                 | ✓                 | 46%               | 123               | 5                    | 3,9%                 |

| Összehasonlító táblázat (1994-től) | Összehasonlító táblázat (1994-től) | Összehasonlító táblázat (1994-től) | Összehasonlító táblázat (1994-től) | Összehasonlító táblázat (1994-től) | Összehasonlító táblázat (1994-től) | Összehasonlító táblázat (1994-től) | Összehasonlító táblázat (1994-től) | Összehasonlító táblázat (1994-től) |
| Év                                 | Polgármester-jelölt                | Polgármester-jelölt                | Polgármester-jelölt                | #.                                 | Szavazat                           | Szavazat                           | Szavazat                           | Szavazat                           |
| Év                                 | név                                | szervezet                          | szervezet                          | #.                                 | db                                 | jogosultak arányában               | szavazók arányában                 | érvényes szavazatok arányában      |
| ---------------------------------- | ---------------------------------- | ---------------------------------- | ---------------------------------- | ---------------------------------- | ---------------------------------- | ---------------------------------- | ---------------------------------- | ---------------------------------- |
| 1994                               | Kajdi Tibor                        |                                    | –                                  | 1.                                 | 100                                | 42,2%                              | 76,3%                              | 78,1%                              |
| 1994                               | Czunf Tibor                        |                                    | –                                  | 2.                                 | 28                                 | 11,8%                              | 21,4%                              | 21,9%                              |
| 1998                               | Kajdi Tibor                        |                                    | –                                  | 1.                                 | 126                                | 52,3%                              | 77,8%                              | 77,8%                              |
| 1998                               | Marity Jenő Árpád                  |                                    | –                                  | 2.                                 | 36                                 | 14,9%                              | 22,2%                              | 22,2%                              |
| 2002                               | Kajdi Tibor                        |                                    | –                                  | 1.                                 | 121                                | 45,5%                              | 91,7%                              | 100,0%                             |
| 2006                               | Kajdi Tibor                        |                                    | –                                  | 1.                                 | 84                                 | 33,1%                              | 50,0%                              | 50,6%                              |
| 2006                               | Horváth Attila Sándor              |                                    | –                                  | 2.                                 | 82                                 | 32,3%                              | 48,8%                              | 49,4%                              |
| 2010                               | Nikovics Tibor                     |                                    | –                                  | 1.                                 | 58                                 | 22,5%                              | 34,3%                              | 34,5%                              |
| 2010                               | Pető László                        |                                    | –                                  | 2.                                 | 56                                 | 21,7%                              | 33,1%                              | 33,3%                              |
| 2010                               | Pistár Péter                       |                                    | –                                  | 3.                                 | 54                                 | 20,9%                              | 32,0%                              | 32,1%                              |
| 2014                               | Pistár Péter                       |                                    | –                                  | 1.                                 | 98                                 | 38,1%                              | 62,4%                              | 63,2%                              |
| 2014                               | Pető László                        |                                    | –                                  | 2.                                 | 57                                 | 22,2%                              | 36,3%                              | 36,8%                              |
| 2019                               | Pistár Péter                       |                                    | –                                  | 1.                                 | 123                                | 44,4%                              | 96,1%                              | 100,0%                             |

## Polgármesterek
| 1990–'94    | 1994–'98    | 1998–'02    | 2002–'06    | 2006–'10    | 2010–'14       | 2014–'19     | 2019–'24     |
| ----------- | ----------- | ----------- | ----------- | ----------- | -------------- | ------------ | ------------ |
| Kajdi Tibor | Kajdi Tibor | Kajdi Tibor | Kajdi Tibor | Kajdi Tibor | Nikovics Tibor | Pistár Péter | Pistár Péter |
|             |             |             |             |             |                |              |              |
| –           | –           | –           | –           | –           | –              | –            | –            |
|             |             |             |             |             |                |              |              |